# اسونگالی

نگاره‌ای از اسونگالی در ظاهر عنکبوت اثر جورج دو موریه، سال ۱۸۹۵ میلادی

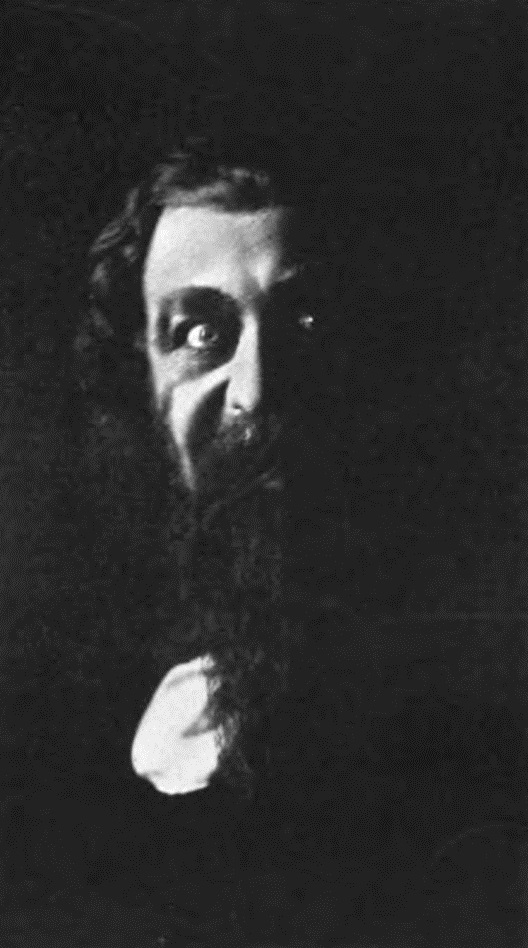
ویلتون لکای در نقش اسونگالی

اسونگالی (به انگلیسی: Svengali) یک شخصیت داستانی در رمان تریبلی نوشته جورج دو موریه است. اسونگالی مردی است که یک دختر جوان ایرلندی به نام تریبلی را اغوا کرده، از او سوء استفاده می‌کند و سرانجام او را به یک خواننده سرشناس تبدیل می‌کند که تنها تحت تأثیر هیپنوتیزم خود اسونگالی می‌تواند آواز بخواند.

## تعریف
واژه «اسونگالی» به معنی شخصی است که با نیت پلید، کنترل اعمال و رفتارهای فردی خلاق مانند یک خواننده یا بازیگر را در دست می‌گیرد.

## رمان
بخشی از رمان تریبلی:
[اسونگالی] یا اظهار دوستی می‌کرد یا آزار می‌داد، همچنین گاهی می‌توانست به شدت گستاخ باشد. حس شوخ‌طبعی بدبینانه ای داشت که بیش تر زننده بود تا سرگرم‌کننده و همیشه به چیزهایی که نباید، و در زمان و مکان نامناسب می‌خندید و خنده اش همیشه استهزاء آمیز و سرشار از نفرت بود.

## به تصویر درآمدن
هربرت بیربوم تری، بازیگر انگلیسی، و ویلتون لکای نخستین بازیگرانی بودند که نقش اسونگالی را به صورت نمایش تئاتر بازی کردند. فیلم‌های متعددی بر اساس داستان اسونگالی ساخته شده‌است. پل وگنر در سال ۱۹۲۷، جان باریمور در ۱۹۳۱، دونالد ولفیت در ۱۹۵۴ و پیتر اوتول در ۱۹۸۳ در نقش اسونگالی بازی کردند.